# Comité international de bioéthique
Pour les articles homonymes, voir CIB.
Le Comité international de bioéthique (CIB) est une instance internationale créée en 1993 par Federico Mayor Zaragoza, directeur de l'UNESCO. Il est composé de 36 experts indépendants (de différents pays et disciplines) chargés de suivre les progrès des recherches dans les sciences de la vie et leurs applications en veillant au respect des principes de dignité et de liberté de l'homme.
L'émergence de ce comité est en lien avec le développement des Comités de protection des personnes et de la bioéthique en tant que soft law.

## Fonctions du comité international de bioéthique
Les fonctions du Comité international de bioéthique CIB sont les suivantes :
- Favorise la réflexion sur les questions éthiques et juridiques liées aux recherches en sciences de la vie et à leurs applications et encourage également l'échange d'idées et d'informations, en particulier par le biais de l'éducation.

- Sensibilise l'opinion publique, les experts et les décideurs du secteur public et privé impliqués dans le domaine de la bioéthique.
- Le CIB coopère avec les organisations internationales gouvernementales et non gouvernementales concernées par les questions de bioéthique, ainsi qu'avec les comités nationaux et régionaux de bioéthique et des entités similaires.

## Le règlement intérieur
Depuis 1998, le CIB a un règlement intérieur et des Statuts qui définissent son mandat, sa composition, etc. La Directrice générale de l'UNESCO convoque le CIB au moins une fois par an. Lors de ces sessions et grâce à ses groupes de travail, le CIB produit des avis et recommandations sur des questions spécifiques, qui sont soumis à la Directrice générale afin qu'elle les transmette aux États membres, au Conseil exécutif et à la conférence générale.

## Quelles sont les tâches du CIB?
1. Il favorise la réflexion sur les enjeux éthiques et juridiques des recherches dans les sciences de la vie et leurs applications[3].
2. Il encourage l'échange d'idées et d'informations[3].
3. Il encourage des actions de sensibilisation de l'opinion, des milieux spécialisés et des décideurs, publics et privés, intervenant dans le domaine de la bioéthique[3].
4. Il coopère avec les organisations internationales gouvernementales et non gouvernementales concernées par les questions posées par la bioéthique ainsi qu'avec les comités nationaux et régionaux de bioéthique et instances assimilées[3].
5. Il contribue à la diffusion des principes énoncés dans les Déclarations de l’UNESCO en matière de bioéthique et à l'approfondissement des questions que posent leurs applications et l'évolution des techniques en cause[3].

## Déclaration sur le génome humain et les droits de l'homme
Cette déclaration, élaborée à l'UNESCO de 1994 à 1997 sous l'égide du CIB, alors présidé par Noëlle Lenoir, est approuvée par l'Assemblée générale des Nations unies le 9 décembre 1998 et constitue le premier texte juridique international sur la bioéthique.
Conformément  à  l’article  24  de  la  Déclaration  universelle  sur  le  génome  humain et les droits de l’homme :
Le CIB contribue à diffuser les principes énoncés dans la Déclaration, explore les applications et les évolutions techniques en question, organise des consultations avec les parties concernées telles que les groupes vulnérables, formule des recommandations à l'UNESCO et identifie les pratiques contraires à la dignité humaine.

## Déclaration internationale sur les données génétiques humaines
Cette déclaration est une extension de la première déclaration et est adoptée par l'UNESCO le 16 octobre 2003 : elle met en place des règles sur la collecte, le traitement et la conservation des données génétiques humaines. Elle traite notamment de problèmes de confidentialité de ces données ou de discrimination génétique(en).

## Déclaration universelle sur la bioéthique et les droits de l'homme
Cette déclaration, adoptée par la Conférence générale de l'UNESCO le 19 octobre 2005, a un cadre plus général : elle examine la forme et la portée d’un « instrument universel de bioéthique » .
La Déclaration universelle sur la bioéthique et les droits de l'homme a pour but d'énoncer les principes éthiques fondamentaux qui doivent guider les pratiques scientifiques et médicales qui doivent être respectés dans tous dans le monde entier, tels que le respect de la dignité humaine, des droits de l'homme et des libertés fondamentales. Elle vise également à encourager le dialogue et le partage des connaissances scientifiques et technologiques entre les différentes sociétés et inscrit la bioéthique dans le droit international relatif aux droits de l'homme afin d'assurer l'application de ces droits aux problèmes d'ordre bioéthique.